# Bandy i Sydamerika
Bandy i Sydamerika är än så länge en ytterst liten företeelse. Argentina blev medlemmar i FIB 2008, men har numera utträtt. Brasilianska issportförbundet frågade i juli 2009 Internationella bandyförbundet vad som krävs för medlemskap, vilket dock hittills inte har lett till något resultat. I april 2017 ansökte Colombia om FIB-medlemskap.